# Florin-Ion Pogonaru
Florin-Ion Pogonaru (n. 27 februarie 1953, Slatina, județul Olt, România) este economist, om de afaceri, actualul Președinte al Asociației Oamenilor de Afaceri din România, poziție deținută din anul 2000) și coordonator al Coaliției pentru Dezvoltarea României (1 ianuarie 2015 - 1 iulie 2015).

## Studii
A absolvit ca șef de promoție cursurile Facultății de Relații Publice Internaționale la Academia de Studii Economice din București în 1976 iar în 1980 pe cele ale Universității București, Facultatea de Drept. În 1989 a obținut titlul știintific de doctor în științe economice la ASE București.
În 1993 a urmat studii de perfecționare „Piețele de capital în economiile de tranziție” în cadrul programului American Universities iar în 1994 a fost selectat în programul "Leaders of the Nations" al Pew Economic Freedom Fellows și Universitatea Georgetown, S.U.A.

## Carieră
Florin Pogonaru și-a început activitatea profesională ca economist în companii din comerțul exterior. După anul 1989 lucrează pentru o scurtă perioadă în cadrul Ministerului de Afaceri Externe.
În anul 1993 este numit Director și Secretar de Stat (a.i.) la Departamentul Reformei Economice în Guvernul României, funcție deținută până în decembrie 1993, fiind printre inițiatorii noii legislații privind piața de capital, privatizările și sistemul bancar precum și construcția instituțională din România. A fost parte activă în consultările cu asociațiile patronale și cele sindicale, dovedind reale calități de comunicator și negociator.
În anul 1994 a preluat funcția de director pentru investment banking în cadul Băncii București (actuala Alpha Bank) iar din ianuarie 1995 pe cea de Președinte Executiv al Bucharest Investment Group. Activitatea sa de investment banking s-a intensificat o dată cu implicarea în proiecte de avengură, în calitate de Președinte al Bank Austria Financial Advisory/IB Austria Securities între 1996-1997 și Președinte al CA IB Romania între 1997-2001, remarcându-se prin ridicarea de fonduri pe piețele financiare internaționale pentru investiții în România și inițierea unor privatizări/IPO-uri de succes.
Corelat cu activitatea sa profesională Florin Pogonaru a fost implicat activ și ca:
- Membru al Comitetului de Investiții al Fondului de Post-Privatizare Român 1994 - 2006
- Membru al Business Advisory Committee al Southern European Cooperation Initiative (SECI) 1997 - 2002
- Membru al Business Advisory Committee al Pactului pentru Stabilitate 2002 - 2008
- Membru în Consiliul de Supraveghere al BCR 2008 - 2014
- Președinte al Institutului European Român 2009 - 2013
- Vice-președinte Institutul Aspen din România 2006 - prezent
- Membru al Consiliului de Administrație al Colegiului Noua Europă 2010 - prezent

În prezent Florin Pogonaru ocupă funcția de Președinte al Asociației Oamenilor de Afaceri din România (AOAR) și coordonator (prin rotație) al Coaliției pentru Dezvoltarea României - lider al meta-taskului Piața de Capital.

## Afaceri
În anul 2001 înființează Central European Financial Services, o companie profilată pe activități de investment banking, asset management și consultanță financiară, care a generat o multitudine de investiții de succes (cca 6 miliarde euro) în diverse domenii (bănci și servicii financiare, imobiliar, industrie de mase plastice, educație, etc.), ceea ce a permis inițierea în 2009 a unui fond de private equity: Romanian Equity Partner, urmat de Business Capital for Romania Opportunity Fund, în care Erste Bank Austria a fost investitor ancoră.
Este de remarcat faptul că Florin Pogonaru a pus în anul 1994 bazele firmei cu profil educațional Euroaptitudini, investițiile în acest domeniu continuând prin crearea ECDL Romania în 2002, deținătoarea licenței exclusive a European Computer Driving Licence (ECDL) în România și Moldova și a WIFI[nefuncțională]
 Romania în 2008, deținătoarea francizei WIFI a Departamentului de Training al Camerei de Comerț a Austriei.

## Viața privată
Florin Pogonaru este căsătorit și are doi copii, Andrei Mihai și Irina Veronica.
Soția sa, Georgiana Pogonaru este una din femeile de afaceri de succes din România (în 2004 și 2005 clasându-se pe primul loc în topul revistei Capital iar în 2008 a ocupat locul 3 în Topul 100 al femeilor de succes). În anul 2000 a devenit membră a Leading Women Entrepreneurs of the World, ulterior fiind una din cele doua membre ale boardului reprezentând Europa. Este de asemenea Consul Onorific al Republicii Islanda . Domnia sa este și fondatoare și Președinta Asociația Culturala Patrimoniu pentru Viitor (inițial Asociația Prietenii Muzeelor Minovici Arhivat în 10 iunie 2010, la Wayback Machine.). Georgiana Pogonaru se implică activ și în susținerea proiectelor comunitare, de la cele dedicate bătrânilor, copiilor sau persoanelor bolnave până la cele dedicate educației  și culturii. Georgiana Pogonaru este de asemenea implicată în proiecte de caritate și strângere de fonduri (International Women Association) precum și în proiecte de creare a imaginii României și de ajutor pentru mobilizarea resurselor comunitare (Asociația pentru Relații Comunitare Arhivat în 25 mai 2015, la Wayback Machine.).
Fiul său, Andrei-Mihai, este absolvent al Universității Cambridge din Marea Britanie. Este partener în Central European Financial Services, ocupându-se de private equity management. Este inițiatorul și promotorul proiectului Veranda Obor - un mall de proximitate. Până în 2015 a făcut parte din Consiliul de Supraveghere al Transelectrica S.A. Pe lângă activitatea profesională, Andrei Pogonaru este membru al unor distinse asociații și fundații precum: Societatea Tocqueville a United Way Romania, Hospice of Hope, Techsoup Romania. Este de asemenea membru al Aspen Romania Young Leaders, al Young Presidents Organization precum și Global Shaper al Davis World Economic Forum. În 2015 a fost inclus în topul Forbes Romania 30 under 30.
Fiica sa, Irina, este absolventă a University College London din Marea Britanie. Urmând spiritul antreprenorial al familiei Irina a înființat Photoliu, un brand de succes de mic mobilier. Piesele sale se bucură de mare succes, fiind remarcate inclusiv de presa internațională de renume: Vogue Instagram, New York Times, Wall Street Journal. În 2014 Irina a participat in calitate de designer la Festivalul Brazilor de Crăciun, organizat de fundația Salvați Copiii.

## Lucrări publicate
- „Managementul in Comerțul Exterior” – Editura Didactică și Pedagogică, 1993, co-autor
- „Romanian Capital Markets – A Decade of Transition” publicată de World Bank si CEROPE în „Economic Transition in Romania: Past, Present and Future”, 2000, co-autor
- „Ghid de criză pentru firmele românești” – Editura Andreco Educational Grup, 2009, co-autor, sub egida Institutului Aspen România.
- Autor de articole în Ziarul Financiar și alte ziare economice românești și străine.